# Magomed Mitrishev
Bản mẫu:Eastern Slavic name
Magomed Abuyazidovich Mitrishev (tiếng Nga: Магомед Абуязидович Митришев; sinh ngày 10 tháng 9 năm 1992) là một cầu thủ bóng đá người Nga gốc Chechen. Hiện tại anh thi đấu cho FC Akhmat Grozny. Anh chơi ở các vị trí tiền đạo, tiền vệ tấn công và tiền vệ chạy cánh.

## Sự nghiệp câu lạc bộ
Anh ra mắt chuyên nghiệp cho PFC Spartak Nalchik vào ngày 28 tháng 11 năm 2010 trong trận đấu tại Giải bóng đá ngoại hạng Nga trước FC Anzhi Makhachkala. He came on với tư cách dự bị in the 71st minute và ghi một bàn thắng a minute later.

## Thống kê sự nghiệp

### Câu lạc bộ
Tính đến 13 tháng 5 năm 2018
| Câu lạc bộ           | Mùa giải             | Giải vô địch                | Giải vô địch | Giải vô địch | Cúp     | Cúp       | Châu lục | Châu lục  | Tổng cộng | Tổng cộng |
| Câu lạc bộ           | Mùa giải             | Hạng đấu                    | Số trận      | Bàn thắng    | Số trận | Bàn thắng | Số trận  | Bàn thắng | Số trận   | Bàn thắng |
| -------------------- | -------------------- | --------------------------- | ------------ | ------------ | ------- | --------- | -------- | --------- | --------- | --------- |
| PFC Spartak Nalchik  | 2009                 | Giải bóng đá ngoại hạng Nga | 0            | 0            | 0       | 0         | –        | –         | 0         | 0         |
| PFC Spartak Nalchik  | 2010                 | Giải bóng đá ngoại hạng Nga | 1            | 1            | 0       | 0         | –        | –         | 1         | 1         |
| PFC Spartak Nalchik  | 2011–12              | Giải bóng đá ngoại hạng Nga | 16           | 5            | 1       | 0         | –        | –         | 17        | 5         |
| PFC Spartak Nalchik  | Tổng cộng            | Tổng cộng                   | 17           | 6            | 1       | 0         | 0        | 0         | 18        | 6         |
| FC Akhmat Grozny     | 2012–13              | Giải bóng đá ngoại hạng Nga | 18           | 2            | 2       | 0         | –        | –         | 20        | 2         |
| FC Akhmat Grozny     | 2013–14              | Giải bóng đá ngoại hạng Nga | 2            | 0            | 0       | 0         | –        | –         | 2         | 0         |
| FC Anzhi Makhachkala | 2014–15              | FNL                         | 14           | 2            | 0       | 0         | –        | –         | 14        | 2         |
| FC Akhmat Grozny     | 2015–16              | Giải bóng đá ngoại hạng Nga | 22           | 4            | 2       | 2         | –        | –         | 24        | 6         |
| FC Akhmat Grozny     | 2016–17              | Giải bóng đá ngoại hạng Nga | 23           | 3            | 2       | 0         | –        | –         | 25        | 3         |
| FC Akhmat Grozny     | 2017–18              | Giải bóng đá ngoại hạng Nga | 29           | 5            | 1       | 0         | –        | –         | 30        | 5         |
| FC Akhmat Grozny     | Tổng cộng (2 spells) | Tổng cộng (2 spells)        | 94           | 14           | 7       | 2         | 0        | 0         | 101       | 16        |
| Tổng cộng sự nghiệp  | Tổng cộng sự nghiệp  | Tổng cộng sự nghiệp         | 125          | 22           | 8       | 2         | 0        | 0         | 133       | 24        |